# Krzysztof Mączyński
Krzysztof Mączyński (Krakkó, 1987. május 23. –) lengyel válogatott labdarúgó.
A lengyel válogatott tagjaként részt vett a 2016-os Európa-bajnokságon.

## Sikerei, díjai
Wisła Kraków
- Lengyel bajnok (1): 2007–08